# スズキ・RGV-Γ500

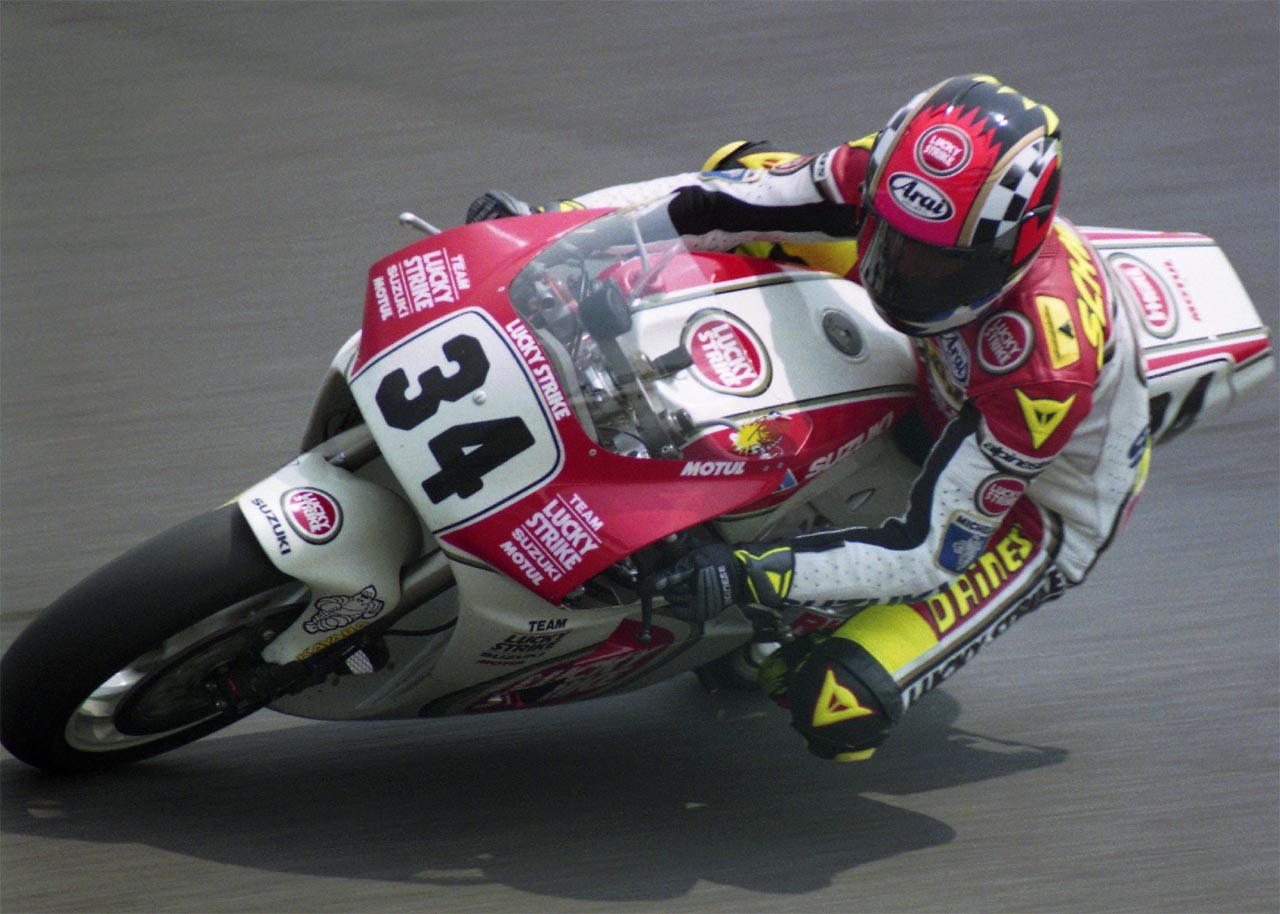
ケビン・シュワンツが乗るRGV-Γ（1993年日本GP）

スズキ・RGV-Γ500（アールジーブイ・ガンマごひゃく）は、スズキがロードレース世界選手権（WGP）・GP500クラス参戦用に開発した競技専用のオートバイ。

## 概要
軽量な車体と軽快な運動性を武器としたGPマシンである。
1982年をもって、ワークスとしての活動を休止していたスズキは1988年より本格復帰を計画。早速テスト車が製作され1987年からの参戦を開始する。過去のスズキ車はスクエア型4気筒にロータリーディスクバルブのツインクランクエンジンを使用していたが、全くの新設計車両として2軸クランク・横置きV型4気筒とした。ライダーはケニー・アイアンズ。シーズン途中よりケビン・シュワンツがスポット参戦し開発のテンポは上がったもののパワー不足や開発初期にありがちなマイナートラブルを頻発し、シーズン途中で参戦を切り上げる。目的は翌1988年に向けての開発を急ぐためであった。
1988年はケビン・シュワンツとロブ・マッケルニアの2名を擁しフル参戦。87年型のエンジンとまったく同じ仕様でパワーも変わらなかったが、開幕戦日本グランプリにおいてライバルでもあり前年度GPチャンピオンでもあり優勝候補筆頭でもあったワイン・ガードナーとホンダ・NSR500のコンビネーションが、リードバルブを逆向きに取り付けてしまうなどのミスから本来のポテンシャルではなかったとは言え、当時のGP開幕戦であった鈴鹿サーキットのS字やヘアピンなどの低速セクションで何度となくかわし、ガードナーも負けじとバックストレートエンドの130R進入で抜き返したりするなどの大激戦が繰り広げられた。結果は最終ラップの200Rでガードナーが痛恨のミスでコースアウト。シュワンツの劇的な勝利でスズキ復活を強く印象付けて見せた。しかしながら先ほども触れた通り、基本コンポーネンツやパワーがなんら前年型と変わっておらず、新造フレームと軽量化によるハンドリング性能の向上が武器という状況だったため、そのシーズンは雨の西ドイツ(当時)のニュルブルクリンクとの2勝にとどまった。
翌年に向けてパワーアップとフレーム剛性バランスの最適化、スイングアームの左右非対称化で前側2気筒の排気効率向上によるトルクアップなどのパワー特性最適化などによる戦闘力アップがなされたXR75が開発された。それによって1989年以降は課題であった最高速でもNSR500やヤマハ・YZR500にも明確な遅れは取らなくなった。また元々低重心設計でブレーキング時の安定性に秀でていたこともあり、ミラクルと形容されるブレーキングでライバルをかわすスタイルを取るシュワンツの活躍から、89シーズンはシュワンツが最多勝の6勝を挙げた。しかし第2戦のオーストラリア・フィリップアイランドでのオープニングラップと第4戦スペイン・ヘレスサーキットでトップ独走状況からの転倒。そしてオランダ・アッセンでのトップ走行中のマシントラブルでのリタイヤなどの影響でシーズン最速の名をほしいままにしながらも最終ランキングでは4位に終わっている。
翌1990年シーズンはパワーアップを果たしたもののパワー特性は扱いづらくなり、最速男のシュワンツをもってしても3勝にとどまった。一方のライバルであるヤマハYZRはウェイン・レイニーの活躍でタイトルを獲得。RGV-Γとシュワンツはまたしてもライバルにタイトルを持って行かれることとなった。そのような展開が1992年まで続き、この3年間は数多くの勝利を積み上げながらもタイトルには無縁で終わっている。シュワンツの強さと速さがなかなかタイトルに結びつかず、シュワンツ自身も無冠の帝王というありがたくない渾名もつき始めた1993年には、同爆エンジンと吸排気系電子デバイスなどの上に、車体設計がシュワンツの特殊なライディングスタイルでなくても乗りやすい剛性バランスとなり、サスペンション動作性も向上。またシュワンツ自身もミスによる転倒リスクを抑える手堅いシーズン展開を心掛けるなどの努力が結実。シュワンツが悲願のチャンピオンを獲得した。シュワンツによるライダータイトル獲得は82年にRGΓ(前世代のスクエア4車)でフランコ・ウンチーニ以来12年ぶりのタイトル獲得となった。そのシュワンツも95年の鈴鹿で引退。その後はアレックス・バロスやダリル・ビーティーの活躍を経て、2000年にケニー・ロバーツ・ジュニアをチャンピオンにつけている。
MotoGPへの移行もあり、2002年をもって開発を終了し、GSV-Rに後継を託した。

## エピソード
- 当初トップスピードでは日本製メーカーの中では一番遅かったが克服。ヤマハとホンダのちょうど間程度だったようである。
- 最低重量規定が変更された1992年までは、最大排気量クラスでは最軽量を誇り、最低重量規定である118kgを下回るためバラストを必要とした。
- エースライダーであるシュワンツのライディングスタイルのためか、ブレーキング競争に強いとされる。ただ、テストライダーだった樋渡治によるとシュワンツは効きの強いニッシン製カーボンブレーキを好まず、効きの良くないブレーキを使っていたためかなり効きは良くなかったと発言している。[1]
- 反面、スタートが悪い車両とされる。引退後のシュワンツのコメントによると「クラッチの感触がコロコロ変わる」とのこと。
- 国産メーカーでは唯一、ワークス・チームへの2名分・4台しか供給されない。
- チャンピオンになった2名のライダー（シュワンツ、ロバーツJr.）はいずれもアメリカ人。
- メインスポンサー以外のスポンサー（エクイップメント提供含む）変更がほぼない。タイヤのみがミシュランの開発停止時期に重なる1991年にダンロップになった程度である。

## 主なライダー
RGV-Γ500で参戦したライダーは下記のとおり。

### WGP
- ケビン・シュワンツ（1987年-1995年にRGV-Γで参戦、自身のWGPでの勝利はすべてRGV-Γで挙げた。1993年WGP500チャンピオン)
- ケニー・ロバーツ・ジュニア（2000年-2001年にRGV-Γで参戦、2000年WGP500チャンピオン。)
- ケニー・アイアンズ（1987年、RGV-ΓのWGP投入初年度にヘロン・スズキよりフル参戦。）
- ロブ・マッケルニア（1988年、ペプシ・スズキで参戦。）
- ロン・ハスラム（1989年、ペプシ・スズキで参戦。）
- ケビン・マギー（1990年にラッキーストライク・スズキより参戦。アメリカGPで転倒し頭部重傷を負うも、翌年の日本GPで復帰。）
- ニール・マッケンジー（1986年オフに初期テスト担当。1990年にマギーの代役としてラッキーストライク・スズキより参戦。）
- ディディエ・デ・ラディゲス（1991年にラッキーストライク・スズキより参戦、同年を最後にGPから引退。11月マカオGPで優勝。）
- ダグ・チャンドラー（1992年-1993年、ラッキーストライク・スズキより参戦。）
- アレックス・バロス（1993年-1994年、ラッキーストライク・スズキで参戦。WGP500FIMグランプリ優勝）
- ダリル・ビーティー（1995年-1997年、ラッキーストライク・スズキより参戦。1995年WGP500ランキング2位。）
- スコット・ラッセル（1995年途中でシュワンツが引退を表明したため、後任として加入し1996年までラッキーストライク・スズキより参戦。）
- テリー・ライマー（英語版）（1996年、ビーティーの負傷欠場が長引いたため、代役として参戦。）
- アンソニー・ゴバート（英語版）（1997年、ラッキーストライク・スズキより参戦。）
- 青木宣篤（1998年にスズキ・ワークスに移籍加入し、2000年までRGV-Γで参戦。）
- ルカ・カダローラ（1998年オランダGPでスズキ・ワークスよりスポット参戦。）
- 加賀山就臣（1997年-1999年シーズンにRGV-Γ開発のためスズキ・ワークスよりWGPスポット参戦。）
- セテ・ジベルナウ（2001年にテレフォニカ・モビスター・スズキRGV-Γで参戦。）
- このほか、スーパーバイク世界選手権での活躍が知られるダグ・ポーレンが、1989年WGP第1戦日本GPにスズキ・ワークスのRGV-Γ500でスポット参戦している。

### 全日本ロードレース選手権
- 水谷勝（1987年-1988年にRGV-Γで全日本選手権500ccクラス参戦。国内スズキのメインライダー。'88年を最後に第一線を退いた。）
- 伊藤巧（1987年にスズキ・ワークスのRGV-Γで全日本選手権500ccクラス参戦。ワイルドカード参戦した'87WGP第1戦日本GPで3位表彰台を獲得。）
- 辻本聡（1988年のShick ADVANTAGE SUZUKI のエースとして契約。1991年までRGV-Γで参戦[2]。）
- 樋渡治（1988年に辻本の負傷欠場のためモリワキ・レーシングより移籍加入、1991年までRGV-Γで参戦。1989年筑波ラウンドでポールポジション獲得。）
- 篠崎勝則（1989年に前年型のRGV-Γで参戦。）
- 大石敬二（1992年にスズキ・ワークスのRGV-Γで参戦。）
- ピーター・ゴダード（1993年にラッキーストライク・スズキより全日本選手権500ccフル参戦、1996-97年はWGPにも参戦した。）